# BBC News
BBC News ist ein 24/7-Fernseh-Nachrichtensender der BBC. Sendestart war am 9. November 1997 um 17:30 (GMT) unter dem Namen BBC News 24. Der Kanal wird im BBC Broadcasting House produziert.
BBC News sendet so gut wie rund um die Uhr Nachrichten aus dem Vereinigten Königreich, dem Ausland, Wirtschaft und Sport sowie zu weiteren Themen. Größter Konkurrent ist der kommerzielle Sender Sky News, der seit 1989 auf Sendung ist und von BSkyB betrieben wird. Trotzdem erfreut sich der BBC-Nachrichtenkanal vergleichsweise großer Beliebtheit im Vereinigten Königreich da die BBC-Nachrichten schon jeher als Nachrichtenquelle geschätzt werden. 2006 gewann BBC News (damals „BBC News 24“) auch den News Channel of the Year Award der Royal Television Society.
Seit der größeren Verbreitung von digitalen Verbreitungswegen gibt es ONE-MINUTE NEWS SUMMARIES auf der BBC-News-Webseite sowie auf dem digitalen BBCi-Kanal. Seit 2007 gibt es einen Internet-Livestream von BBC News, der allerdings nur im Vereinigten Königreich abrufbar ist.

## Geschichte
Nachdem die BBC schon zwei Jahre vorher Erfahrungen mit dem Auslandsfernsehen BBC World gesammelt hatte und Sky News seit acht Jahren auf dem britischen Markt präsent war, begann die BBC mit der Ausstrahlung eines 24 Stunden Fernsehkanals. Die News Corporation von Medienmogul Rupert Murdoch, zu der auch Sky News gehört, kritisierte diese Ausbreitung von BBC auf diesem Teil des Fernsehmarktes mit Hilfe der eigenen Zeitungen wie The Sun und The Times. Es wurde kritisiert, dass die Lizenzgebühr der BBC zu illegalen Zwecken verwendet werde. Die Europäische Kommission urteilte jedoch, dass dies nicht zutreffen würde und BBC News 24 durfte weiterhin produziert werden.
BBC News war einer der ersten Nachrichtensender, der zu einem großen Teil aus Computergrafiken bestand, was in den Anfangsjahren öfter zu Fehlern führte.
Zu Anfang wurde der BBC News Channel von BBC One mitgeführt, mittlerweile gibt es jedoch einen eigenen controller, seit 2005 ist dies Kevin Bakhurst. Dieser überwacht den journalistischen Teil des Senders. Zusammen mit dem Head of Television News, Peter Harrocks, wird damit der journalistische Part des BBC-Nachrichtenausgangs kontrolliert.
Seit dem 21. April 2008 firmiert der Sender unter dem Namen BBC News (oder „BBC News channel“ genannt).
Wie 2022 bekannt gegeben wurde, sollte BBC News ab April 2023 mit BBC World News zu einem gemeinsamen neuen Nachrichtenkanal fusioniert werden. Dies wurde am 3. April 2023 so umgesetzt. Seitdem ist der Sender BBC News über alle Übertragungswege des ehemaligen Kanals BBC World News zu sehen und wird somit weltweit verbreitet. Neben einem Relaunch des Designs des Senders wird vor allem das Personal des Senders reduziert.

## Programminhalt

### Nachrichten
Die stündlichen Nachrichten bestehen aus den viertelstündlichen headlines sowie dem detaillierteren Blick auf die wichtigsten Nachrichten zu jeder vollen Stunde. Daneben gibt es halbstündlich das Wetter aus dem BBC Weather Centre, den regelmäßigen Blick auf die Sportnachrichten (BBC Sport) sowie die Wirtschaftsnachrichten (Business News). 
In den Nachrichten gibt es Berichte, Interviews mit Politikern und anderen Personen im Studio oder per Liveschaltung zu anderen BBC Studios, oder Liveschaltungen zu BBC Korrespondenten vor Ort. Bei außergewöhnlichen Ereignissen werden auch Teile der Hauptnachrichten vom Ort des Geschehens gesendet.

### Gleichzeitige Sendung auf BBC One
Seit Sendestart wird BBC News nachts auf BBC One und BBC Two gesendet, um die Sendelücke nachts zu füllen und um höhere Zuschauerzahlen für BBC News zu erzielen.
Bei außergewöhnlichen Ereignissen (wie dem 11. September in Amerika oder den Londoner Tube-Anschlägen am 7. Juli 2005) wird BBC News auch auf BBC One und BBC World News durchgeschaltet und die Berichterstattung gebündelt.
Seit einigen Jahren werden die Hauptnachrichten von BBC One und „Breakfast“ auch auf BBC News gesendet. Bei Breakfast sowie den One O' Clock News wird Gebärdensprache eingeblendet.

### Gleichzeitige Sendung mit BBC World News
Von 1 Uhr (UK) nachts an wurden bis April 2023 in den ersten 25 Minuten der Stunde die Nachrichten von BBC World News gesendet. Damit sparte BBC News Kosten in der Nachtzeit, wenn die Zuschauerzahl in Großbritannien eher gering war. Den Rest der Stunden wurden verschiedene Programme auf beiden Kanälen gesendet (unter anderem abc-news oder The World Today).

## Nachrichtensprecher (Anchors)
Vom April 2007 an waren zunächst folgende Sprecher regelmäßig auf BBC News zu sehen: Simon McCoy, Kate Silverton, Matthew Amroliwala, Jane Hill, Jon Sopel, Louise Minchin, Huw Edwards, Ben Brown, Joanna Gosling, Maryam Moshiri und Chris Eakin. Viele dieser Sprecher sind auch auf den BBC National News auf BBC One zu sehen.
Durch die Programmübernahmen von BBC News at 1, BBC News at 6 und BBC News at 10 sieht man auch die dortigen Sprecher George Alagiah, Sophie Raworth, Fiona Bruce und Huw Edwards. Des Weiteren präsentiert Huw Edwards neben den BBC News at 10 auch die Five O'Clock Newshour auf BBC News.
Seit der Programmzusammenlegung am 3. April 2023 sind Matthew Amroliwala, Christian Fraser, Yalda Hakim, Lucy Hockings, und Maryam Moshiri die hauptsächlichen Sprecher der BBC News und der Sendung "The Context". Die früheren Sprecher Jane Hill, Martine Croxall, Ben Brown, Annita McVeigh, Geeta Guru-Murthy und Shaun Ley erhalten andere Aufgaben innerhalb der Nachrichtenredaktion oder wechseln ins Radio. Joanna Gosling, David Eades und Tim Willcox haben freiwillig gekündigt und werden nicht mehr eingesetzt.

## Auftritt und Grafiken

Logo vor April 2023

Zu Anfang wurde BBC News kritisiert, weniger „autoritativ“ zu sein, da die Sprecher öfter nur Hemden anstelle von Anzügen trugen. Im Lambert Report 2002 wurde bemängelt, dass sich News 24 zu wenig von Sky News abgrenze, es solle mehr eine eigene Marke werden. Seitdem wird darauf stärker Wert gelegt und alles, was BBC News betrifft, vereinheitlicht. Die Grafiken sind ähnlich, die Studios sehen ähnlich aus (im Farbschema schwarz-rot oder schwarz-silber).
Lambert kritisierte auch, das News 24 zu langsam auf Eilmeldungen (Breaking News) reagiere. Seitdem wird ein Banner „Breaking News“ mit den wichtigsten Informationen eingeblendet, um den Zuschauer schnell zu informieren.
Die Grafiken wurden über die Jahre hinweg verändert. Zuerst bestand die Titelsequenz aus fiktiven Flaggen, später wurde das durch den Countdown (siehe unten) und neuen Titel in weiß-orange ersetzt. Zuletzt galt das Farbschema rot-schwarz für die Titel und silber-rot für das Studio. Mit der Umbenennung in BBC News wurde ein neues Design eingeführt, zugleich sendet man aus neuen Studios bzw. Sets. 
Ein gleichbleibendes Element des Senders ist die von sich bewegenden roten Breitenkreisen umringte Weltkugel bei den Nachrichtensendungen und Sender-Idents.

### Countdown
Bevor die Nachrichten zur vollen Stunde beginnen, gibt es eine Countdown-Sequenz. Zu Anfang bestand sie aus den fiktiven Flaggen, später wurde das rote Farbschema adaptiert und eine Vorschau für die nächste Stunde sowie die Zeit in Sekunden bis zur vollen Stunde eingeblendet.
Seit 28. März 2005 besteht der Countdown aus kurzen Sequenzen der BBC-News-Korrespondenten bei der Arbeit. Der Fokus liegt stark auf Bildern, die den Prozess der Recherche für die Nachrichten zeigt. Dazu kommen sogenannte „rote Ströme“, welche die Datenübertragung symbolisieren. Diese Ströme haben ihren Ursprung bei den Korrespondenten und deren verwendeten technischen Geräten und führen von dort in den Eingangsbereich des BBC Broadcasting House. Viele Sequenzen sind in Zeitraffer oder zeigen BBC-Korrespondenten im Ausland. Die Musik dazu wurde von David Lowe komponiert. Die Musik zum Countdown, aber auch die gesamte restliche Musik der BBC-Nachrichten kommt von ihm. Sie besteht vor allem aus den „Beeps“ zu jeder Sekunde, welche seit jeher ein Zeichen für BBC News geworden sind und viele Fans weltweit hat. Auf der Website von BBC News gab es auch einen Wettbewerb für „Remixe“ dieser Countdown-Musik.
Es gibt verschiedene Varianten des Countdowns, die alle einen ähnlichen Inhalt haben. So sind alle eigentlich 90 Sekunden lang, die Länge variiert jedoch, und ist abhängig davon wann der Wetterbericht, der kurz davor gesendet wird, zu Ende ist. Normalerweise werden rund 30 Sekunden ausgestrahlt.